# Плоская волна

Фронты плоской волны в трёхмерном пространстве и вектор фазовой скорости

Пло́ская волна́ — волна, поверхность постоянной фазы которой представляет собой плоскость.
Фронт плоской волны неограничен по размерам, вектор фазовой скорости перпендикулярен фронту.
Плоская волна является частным решением волнового уравнения и удобной теоретической моделью: такая волна в природе не существует, так как плоский фронт волны начинается в {\displaystyle -{\mathcal {\infty }}} и заканчивается в {\displaystyle +{\mathcal {\infty }}}, чего, очевидно, быть не может. Такая волна переносила бы бесконечную мощность, и на создание волны потребовалась бы бесконечная энергия. Удобство модели плоской волны обусловлено тем, что волну со сложным (реальным) фронтом можно представить в виде суперпозиции (спектра) плоских волн с помощью преобразования Фурье по пространственным переменным.
Квазиплоская волна — волна, фронт которой близок к плоскому в некоторой ограниченной области. Если размеры области достаточно велики для характерного размера явления, то квазиплоскую волну можно приближённо считать плоской. Волну со сложным фронтом можно аппроксимировать суммой локальных квазиплоских волн, векторы фазовых скоростей которых нормальны реальному фронту в каждой его точке. Примерами источников квазиплоских электромагнитных волн являются лазер, зеркальная и линзовая антенны: распределение фазы электромагнитного поля в плоскости, параллельной апертуре (излучающему отверстию), близко к равномерному. По мере удаления от апертуры фронт волны принимает сложную форму.

## Определение
Уравнение любой волны является решением дифференциального уравнения, называемого волновым. Волновое уравнение для функции {\displaystyle A} записывается в виде
{\displaystyle \Delta A({\vec {r}},t)={\frac {1}{v^{2}}}\,{\frac {\partial ^{2}A({\vec {r}},t)}{\partial t^{2}}},}
где {\displaystyle \Delta } — оператор Лапласа;
{\displaystyle A({\vec {r}},t)} — искомая функция;
{\displaystyle r} — радиус-вектор искомой точки;
{\displaystyle v} — скорость волны;
{\displaystyle t} — время.

### Одномерный случай

На этом анимированном изображении по горизонтальной оси отложена координата в пространстве, по вертикальной — значение колеблющейся некоторой физической величины, образующей волну с гармонической зависимости от времени, в каждой точке пространства в текущий момент времени. Синяя линия — график пространственной зависимости физической величины в текущий момент времени Зависимость от координаты также гармоническая. Смещаясь с течением времени вправо, график совпадает с самим собой в предыдущий момент времени, — волновой процесс. Синий кружок изображает колебание физической величины в одной из точек по координате

Анимация движения плоской волны

В одномерном случае волновое уравнение принимает вид:
{\displaystyle {\frac {\partial ^{2}A({\vec {r}},t)}{\partial x^{2}}}={\frac {1}{v^{2}}}\,{\frac {\partial ^{2}A({\vec {r}},t)}{\partial t^{2}}},}
где {\displaystyle x} — координата.
Частное решение этого уравнения для плоской гармонической волны:
{\displaystyle A(x,t)=A_{o}\cos \left(kx-\omega t+\varphi _{0}\right),}
где {\displaystyle A(x,t)} — величина возмущения в данной точке пространства {\displaystyle x} и в момент времени {\displaystyle t};
{\displaystyle A_{o}} — амплитуда волны;
{\displaystyle k} — волновое число;
{\displaystyle \omega } — круговая частота;
{\displaystyle \varphi _{0}} — начальная фаза колебаний.
Волновое число выражается:
{\displaystyle k={\frac {2\pi }{\lambda }},}
где {\displaystyle \lambda } — пространственный период изменения функции длина волны.
Круговая частота колебания выражается:
{\displaystyle \omega ={\frac {2\pi }{T}}=2\pi f,}
где {\displaystyle T} — период колебаний;
{\displaystyle f} — частота колебания.
При подстановке в выражение для волны этих выражений волну можно описать также выражениями:
{\displaystyle A=A_{o}\cos \left[2\pi \left({\cfrac {x}{\lambda }}-{\cfrac {t}{T}}\right)+\varphi _{0}\right],} или:
{\displaystyle A=A_{o}\cos \left[2\pi \left({\cfrac {x}{\lambda }}-ft\right)+\varphi _{0}\right],} или:
{\displaystyle A=A_{o}\cos \left[{\cfrac {2\pi }{\lambda }}(x-vt)+\varphi _{0}\right],}
где {\displaystyle v} — фазовая скорость распространения волны.

### Многомерный случай
В общем случае уравнения плоской волны записывается в виде:
{\displaystyle A({\vec {r}},t)=A_{o}\cos \left(({\vec {k}},{\vec {r}}\,)-\omega t+\varphi _{0}\right),}
где {\displaystyle {\vec {k}}} — волновой вектор, равный {\displaystyle {k}{\vec {n}};}
{\displaystyle k} — волновое число;
{\displaystyle {\vec {n}}} — единичный вектор нормали, проведённый к волновому фронту;
{\displaystyle {\vec {r}}} — радиус-вектор точки, {\displaystyle ({\vec {k}},{\vec {r}}\,)} — скалярное произведение векторов {\displaystyle {\vec {k}}} и {\displaystyle {\vec {r}}}.

## Комплексная форма записи
Приведённые выше уравнения можно записать в так называемом комплексном виде:
{\displaystyle A(x,t)=A_{o}\,1/2(e^{i\left(kx-\omega t+\varphi _{0}\right)}+e^{-i\left(kx-\omega t+\varphi _{0}\right)}),}
или в многомерном случае:
{\displaystyle A({\vec {r}},t)=A_{o}\,1/2(e^{i\left(({\vec {k}},{\vec {r}}\,)-\omega t+\varphi _{0}\right)}+e^{-i\left(({\vec {k}},{\vec {r}}\,)-\omega t+\varphi _{0}\right)}).}
Правильность этой формулы следует из формулы Эйлера для экспоненты с комплексным показателем.
Вообще говоря, функция {\displaystyle A({\vec {r}},t)} может быть как вещественной, так и комплексной функцией. Но так как в нашем реальном мире не существует комплексных чисел, то расчёты, имеющие конечный физический смысл, всегда сводятся к вычислению реальной части либо модуля, либо произведения пары комплексных сопряжений этой функции.
Из комплексной записи гармонической функции также следует понятие комплексной амплитуды, равной {\displaystyle {\widehat {A}}=A_{o}e^{i\varphi _{0}}.}
Тогда {\displaystyle A(r,t)={\widehat {A}}\,e^{i\left(({\vec {k}},{\vec {r}}\,)-\omega t\right)}.}
Модуль комплексной функции даёт амплитуду колебаний, а аргумент — начальную фазу {\displaystyle \varphi _{0}.}
Экспоненциальная форма записи в некоторых случаях часто бывает удобнее тригонометрической.

## Энергия упругой плоской волны
Пусть дано, что {\displaystyle A(x,t)=A_{o}\cos \left(\omega t-kx+\varphi _{0}\right).}
Выделим в пространстве некий малый объём {\displaystyle \Delta V}, настолько малый, что во всех точках этого объёма скорость движения частиц {\displaystyle {\cfrac {\partial A}{\partial t}}} и деформацию {\displaystyle {\cfrac {\partial A}{\partial x}}} можно считать постоянными.
Тогда рассматриваемый объём обладает кинетической энергией:
{\displaystyle \Delta W_{k}={\cfrac {\rho }{2}}\left({\cfrac {\partial A}{\partial t}}\right)^{2}\Delta V,}
и потенциальной энергией упругой деформации:
{\displaystyle \Delta W_{p}={\cfrac {E}{2}}\left({\cfrac {\partial A}{\partial x}}\right)^{2}\Delta V={\cfrac {\rho v^{2}}{2}}\left({\cfrac {\partial A}{\partial x}}\right)^{2}\Delta V.}
Полная энергия:
{\displaystyle W=\Delta W_{k}+\Delta W_{p}={\cfrac {\rho }{2}}{\bigg [}\left({\cfrac {\partial A}{\partial t}}\right)^{2}+v^{2}\left({\cfrac {\partial A}{\partial {x}}}\right)^{2}{\bigg ]}\Delta V.}
Плотность энергии, соответственно, равна:
{\displaystyle \omega ={\cfrac {W}{\Delta V}}={\cfrac {\rho }{2}}{\bigg [}\left({\cfrac {\partial A}{\partial t}}\right)^{2}+v^{2}\left({\cfrac {\partial A}{\partial {x}}}\right)^{2}{\bigg ]}=\rho A^{2}\omega ^{2}\sin ^{2}\left(\omega t-kx+\varphi _{0}\right).}